# Марк Сервилий (трибун 43 пр.н.е.)
Марк Сервилий (на латински: Marcus Servilius) e политик на късната Римска република през 1 век пр.н.е. след убийството на Гай Юлий Цезар. Произлиза от фамилията Сервилии.
През 43 пр.н.е. той е народен трибун заедно с Публий Апулей, Салвий, Публий Сервилий Каска Лонг, Марк Теренций Варон Гиба, Публий Титий, Луций Корнифиций и Марк Випсаний Агрипа. Те са последните народни трибуни на Римската република. Консули тази година са Гай Вибий Панза Цетрониан и Авъл Хирций. От 19 август 43 пр.н.е. ги следват Октавиан Август и Квинт Педий Балб като суфектконсули и за ноември и декемвриГай Карин и Публий Вентидий Бас.